# Dendrocygne fauve
Dendrocygna bicolor
Espèce
Statut de conservation UICN

 LC  : Préoccupation mineure
Statut CITES
Le Dendrocygne fauve (Dendrocygna bicolor) est une espèce d'oiseaux appartenant à la famille des anatidés. C'est l'espèce de dendrocygne qui présente la plus vaste aire de répartition.

## Description

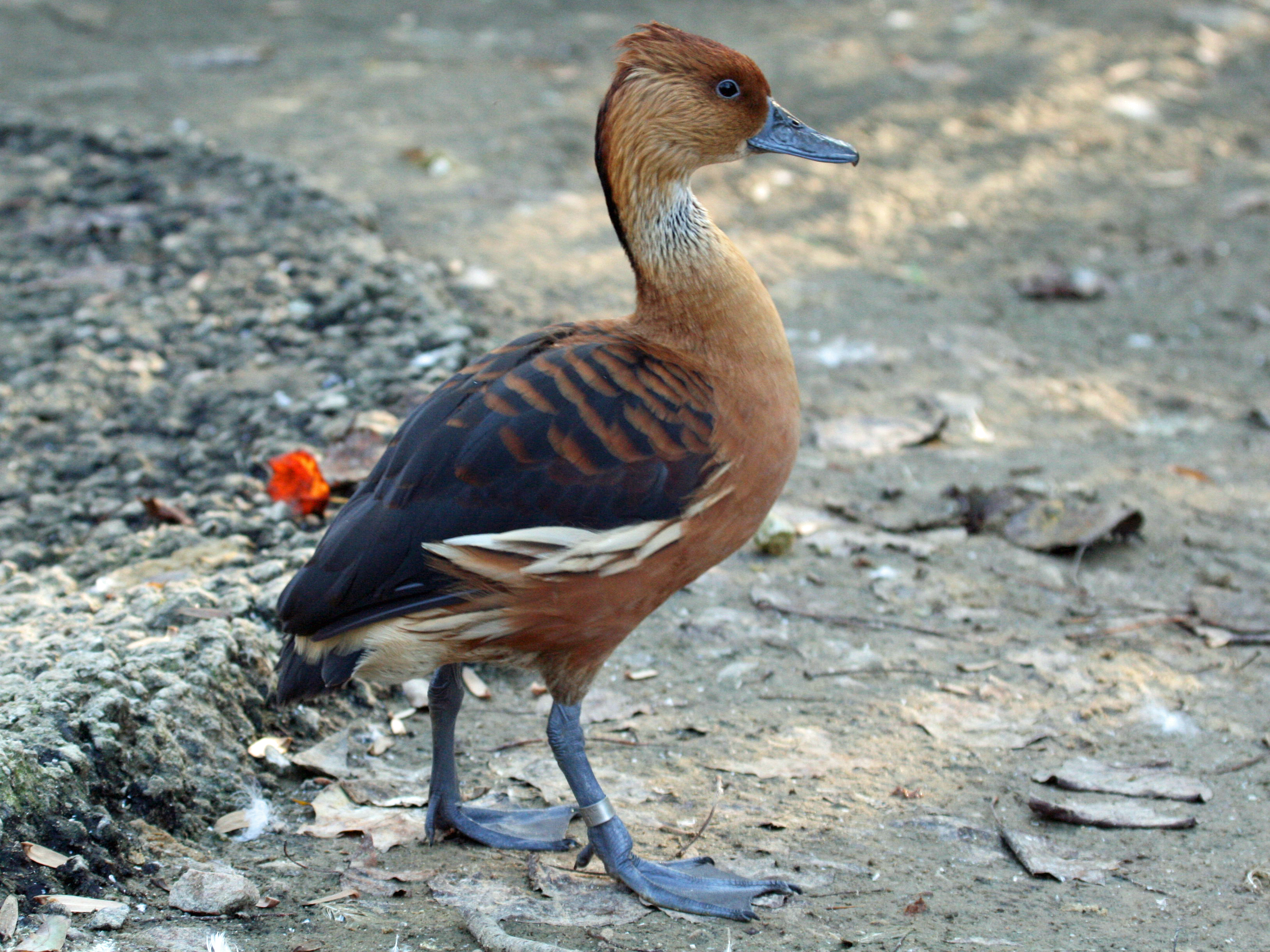
Un dendrocygne fauve en Caroline du Nord.

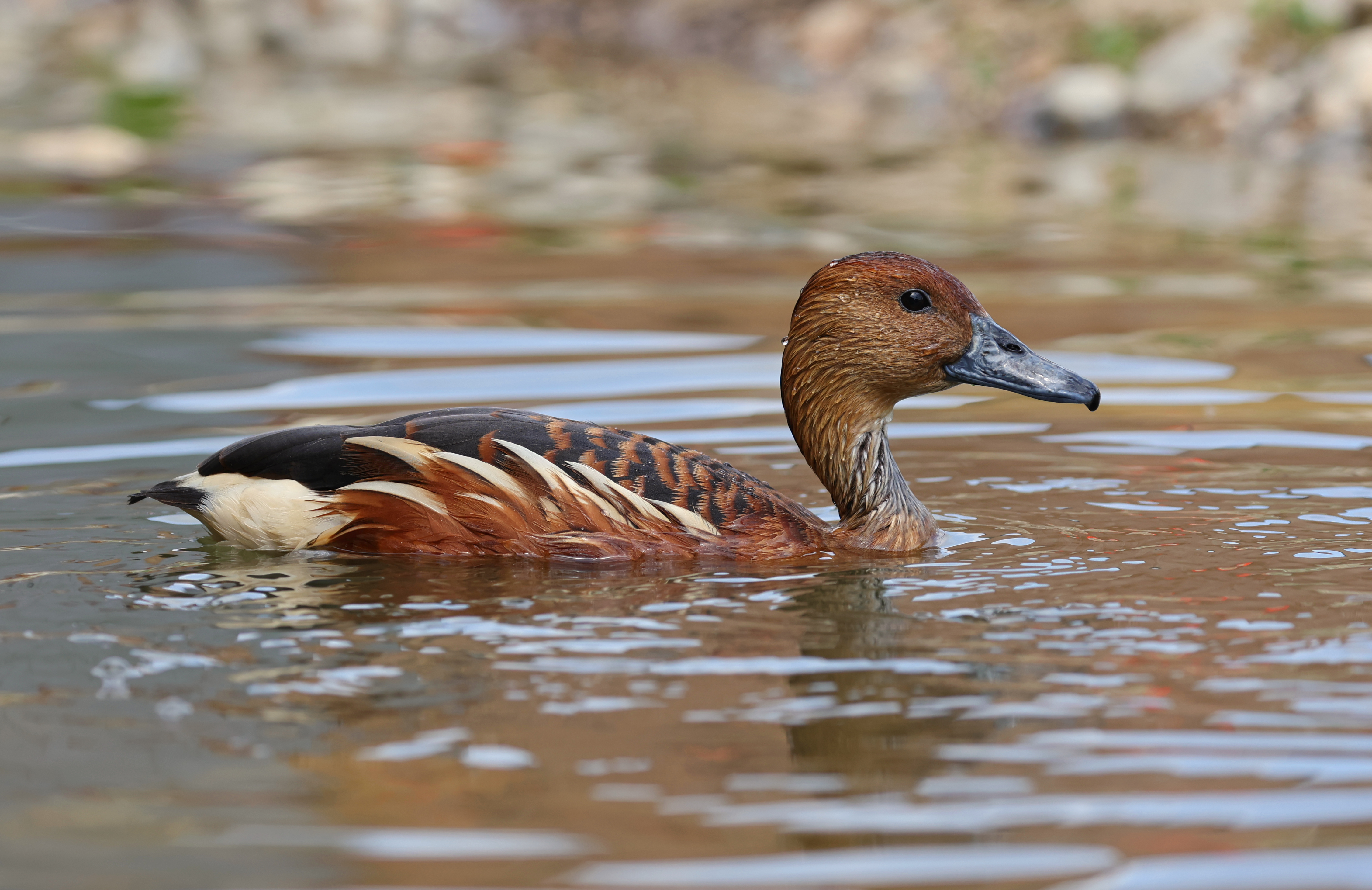
Un dendrocygne fauve en France.

Il mesure entre 45 et 53 cm de longueur. Son envergure est de 85 à 95 cm. Sa masse est comprise entre 0,6 et 1 kg.
Son plumage est brun-roux avec des marques noires sur les ailes et les épaules et il a de longues plumes blanches ornant ses flancs comme des zébrures. 

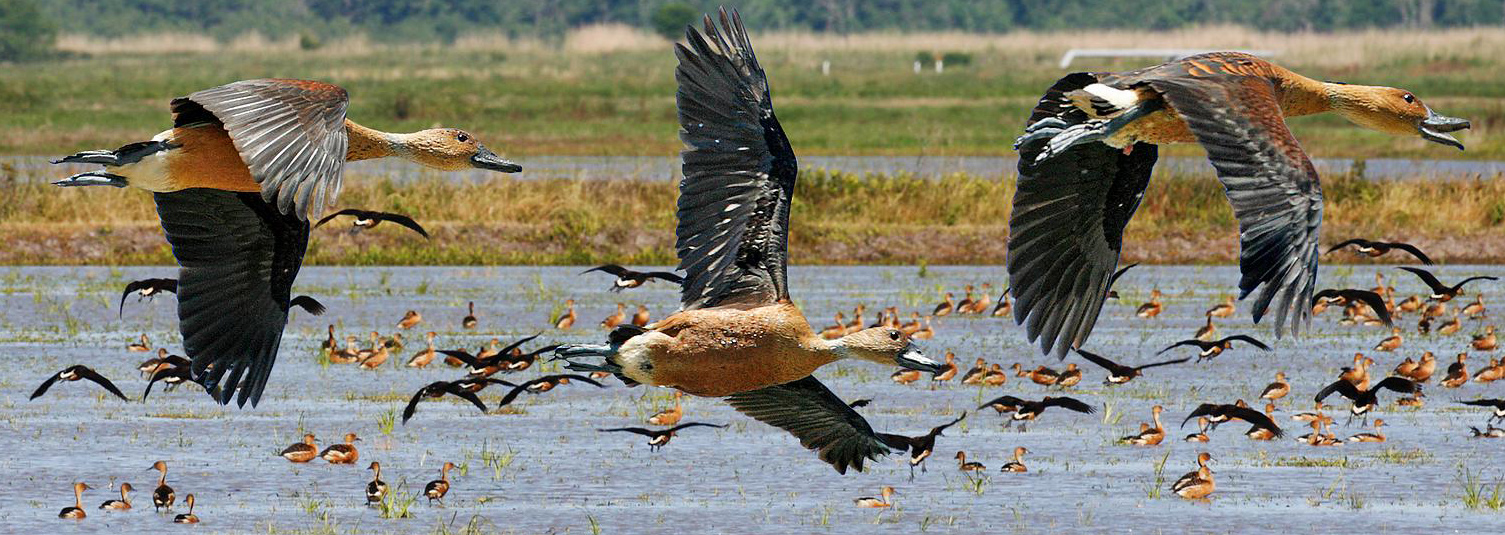
Dendrocygnes fauves en vol.

Il ressemble beaucoup au Dendrocygne siffleur avec lequel il s'associe localement en Asie. Il en diffère par la taille supérieure, les sus-caudales blanchâtres, le bas de l'arrière du cou plus sombre, les culottes plus claires et les parties inférieures plus vivement colorées. 
Le juvénile est plus terne notamment sur les flancs et les sus-caudales sont moins évidentes.

## Répartition

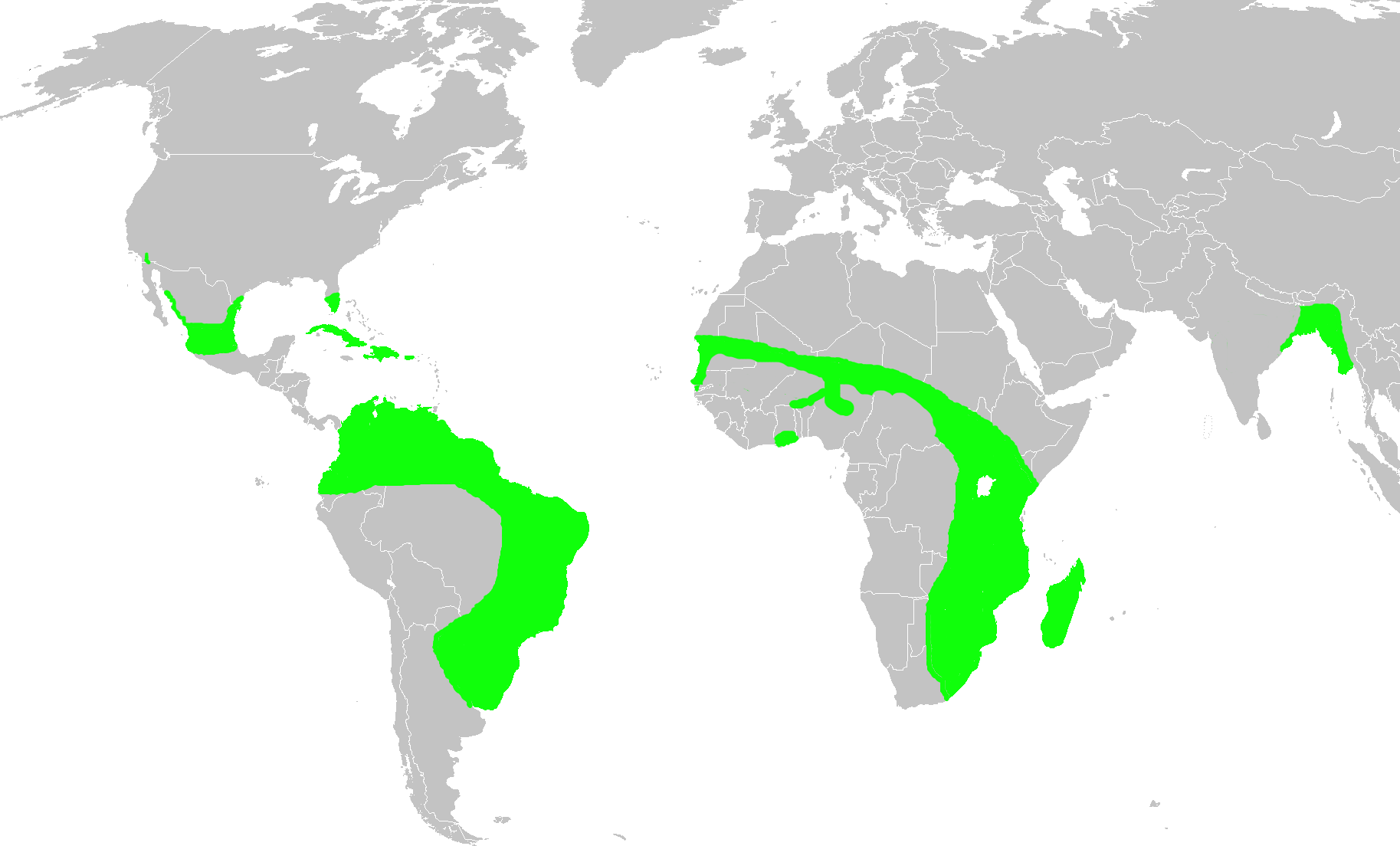
Répartition géographique.

Le Dendrocygne fauve a une immense aire de répartition puisqu'il se rencontre en Amérique du Sud, en Afrique et en Asie du Sud.
En Amérique du Sud, il niche du sud des États-Unis jusqu'au nord de l'Argentine. En Afrique, il se trouve du Maroc à l'Éthiopie et au sud dans la moitié est du continent jusqu'en Afrique du Sud et Madagascar. En Asie, il se rencontre en Inde, au Bangladesh et en Birmanie.

## Habitat
Cet oiseau habite tous les types de plans d'eau douce suffisamment pourvus en plantes aquatiques en évitant toutefois les zones trop boisées. Dans certaines régions, il fréquente assidûment les rizières.

## Biologie
C'est un oiseau sociable qui se nourrit surtout la nuit sur le fond et en plongée, ce qui l'expose (comme d'autres espèces se nourrissant dans ou sur les sédiments de zones humides) au saturnisme aviaire (à la suite de l'ingestion de grenaille de plomb dans les zones chassées, comme cela a été montré par une thèse d'études vétérinaires au Sénégal). Il mange principalement des plantes aquatiques et des fruits ainsi que des graines dont des grains de riz. Parfois il attrape des insectes et des petits vertébrés aquatiques.

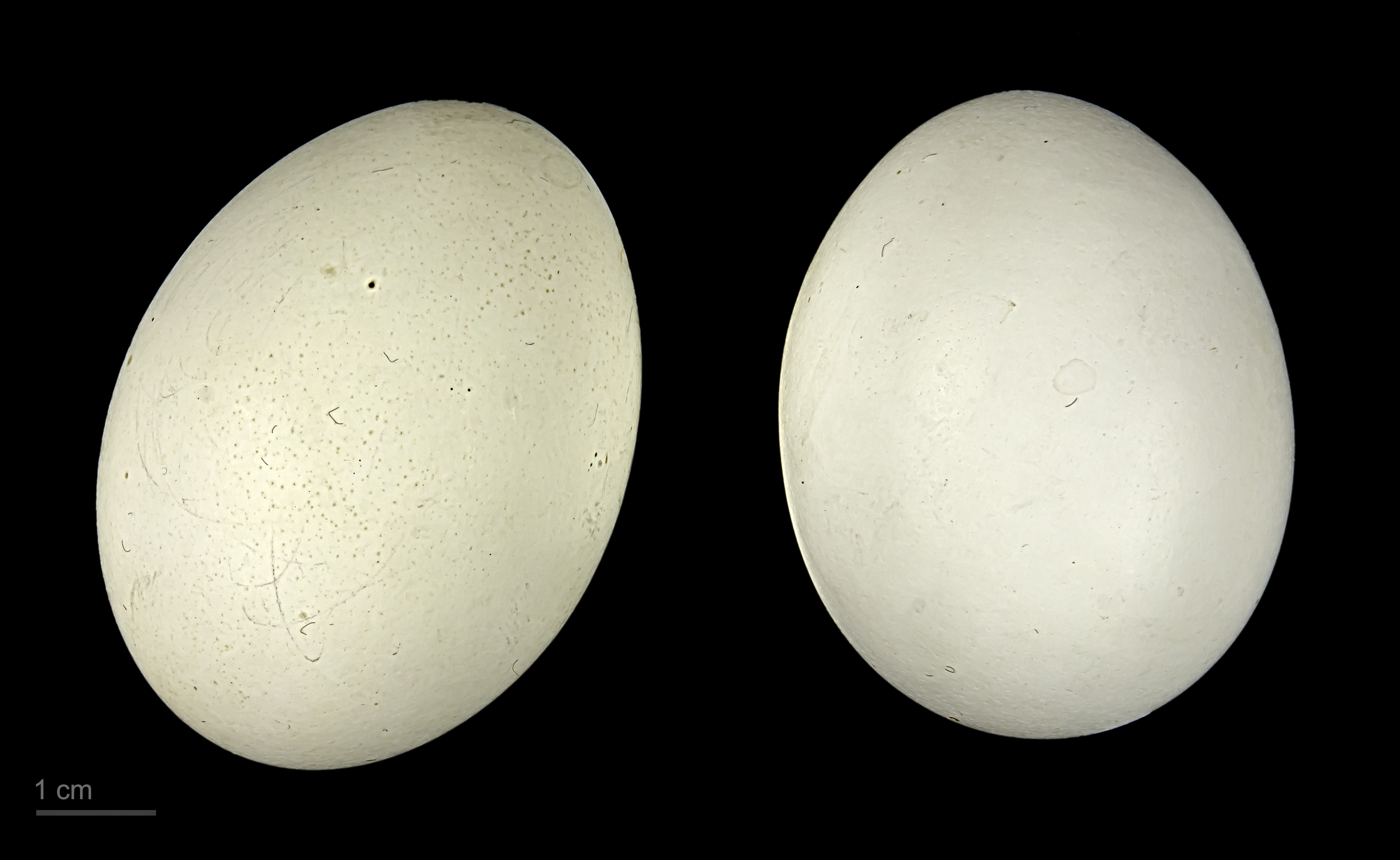
Œufs de Dendrocygna bicolor - MHNT.

Les couples de dendrocygnes fauves sont unis pour la vie. La reproduction a lieu durant la saison des pluies en Afrique et la mousson en Inde. 
Dans certaines régions, le Dendrocygne fauve niche en colonies. Le nid en forme de coupe, constitué d'herbes, peut être situé aussi bien au sol parmi les roseaux que caché dans un trou d'arbre ou un vieux nid de rapaces. La femelle pond de huit à quinze œufs beige clair. Les deux parents couvent la nichée pendant environ un mois puis élèvent ensemble les oisillons. Les petits commencent à voler à l'âge de deux mois.

## Populations

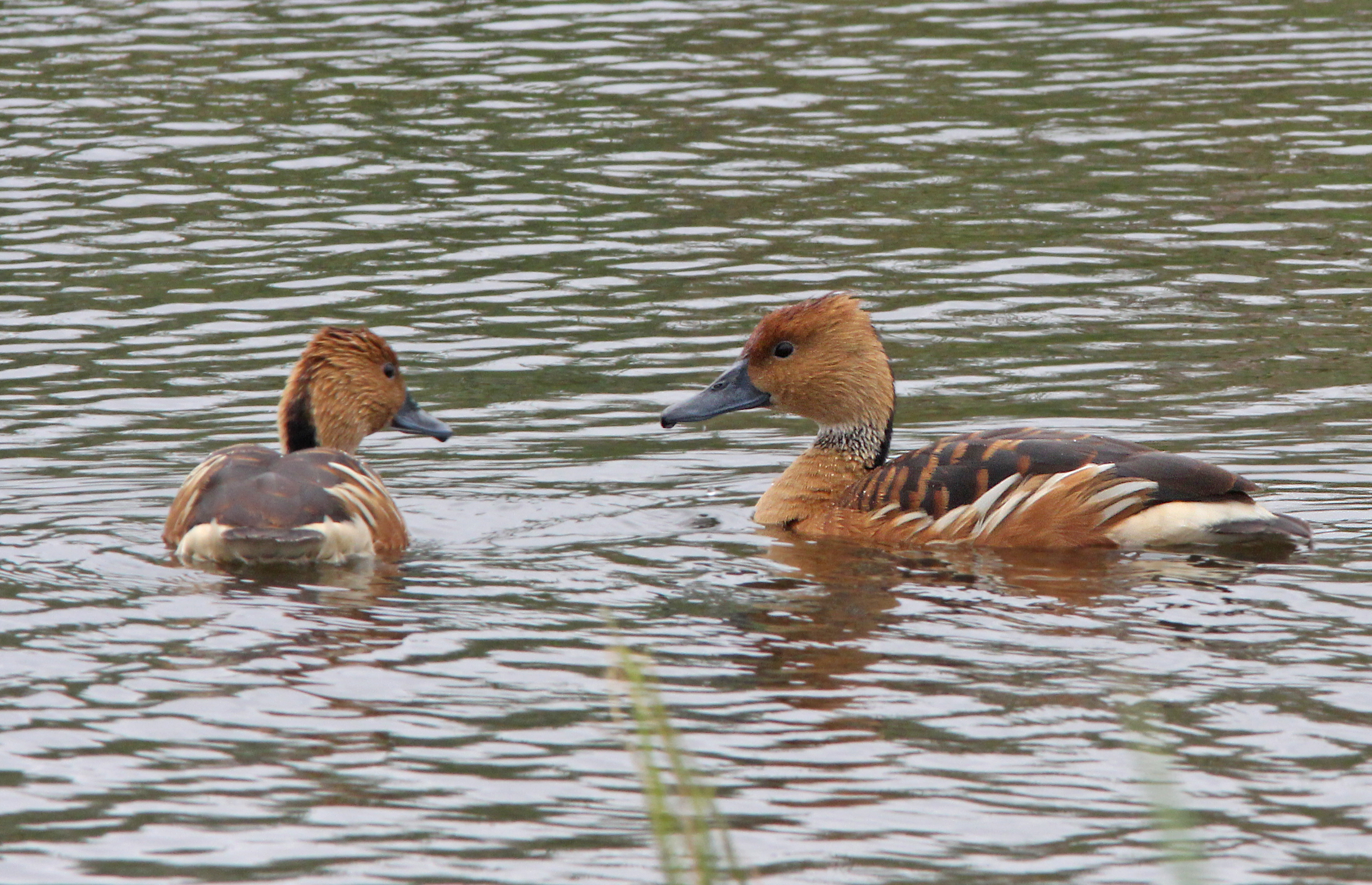
Un couple de dendrocygnes fauves à Weslaco (Texas).

La population se situe entre 1 100 000 et 1 500 000 individus. L'espèce n'est pas menacée.